# 歌川椎子
歌川 椎子（うたがわ しいこ、1963年8月28日 - ）は、日本の女優、女性声優。
神奈川県出身。身長 157cm。日本女子大学国文科卒業。
自転車キンクリ－ツカンパニー及びJUN-OFFICE所属。
大学在学中の1982年12月に、飯島早苗、鈴木裕美らと共に自転車キンクリートを結成。

## 出演

### 舞台
- 1982年-1995年 自転車キンクリート全公演に出演
- 1988年 「環状線ラプソディ　終着駅」 青山円形劇場
- 1990年 「一人二役」主演（青山演劇フェスティバル） 飯島早苗 脚本・鈴木裕美 演出
- 1991年 「笑いの殿堂／目覚めよアーバニスト」永峰明 演出
- 1993年 「DUMMY」（Cカンパニー） 飯島早苗 脚本・鈴木裕美 演出
- 1994年 「モダンボーイズ」（TOKYO演劇フェスティバル）
河毛俊作 演出/東京芸術劇場中ホール
- 1994年 「法王庁の避妊法」
- 1995年 「無愛想な奥様」
- 1995年 「キング・オブ・ラディッシュ〜わが大根王のこと」
ジェームス小野田/福井貴一と3人芝居
- 1996年 「蠅取り紙（山田家の5人兄妹）」
- 1996年 「法王庁の避妊法」
- 1997年 「例の件だけど、」
- 1998年 「休むに似たり」
- 1998年 「絢爛とか爛漫とか」モガ版
- 1999年 「検察側の証人」
- 1999年 「蠅取り紙（山田家の5人兄妹）」
- 1999年 「マクベス」
- 2000年 「煙が目にしみる」（加藤健一事務所）久世龍之介 演出/本多劇場 他
- 2000年 「またもや!休むに似たり」
- 2000年 「高き彼物」（俳優座劇場プロデュース） マキノノゾミ 作・鈴木裕美 演出
- 2000年 「OUT」 -　吾妻ヨシエ 役
- 2002年 「OUT」(再演) -　吾妻ヨシエ 役
- 2002年 「高き彼物」（俳優座劇場プロデュース・再演）
- 2002年 「おかしな2人（女編）」（シス・カンパニー） 鈴木裕美 演出
- 2002年 「ダイアナ牧師の大穴」
- 2003年 「奇跡の人」（ホリプロ） 鈴木裕美 演出/Bunkamuraシアターコクーン他
- 2003年 「高き彼物」（俳優座劇場プロデュース・再演）
- 2004年 「おはつ」（松竹） 鈴木裕美 演出・松たか子 主演
- 2004年 「高き彼物」（俳優座劇場プロデュース・再演）
- 2005年 「海辺のお話」
- 2005年 「エデンの東」（東京グローブ座） 鈴木裕美 演出・松本潤 主演
- 2005年 「セパレート・テーブルズ」
- 2006年 「奇跡の人」 鈴木裕美 演出/青山劇場 他
- 2006年 「人形の家」リーディング
- 2007年 「ヒトガタ」（グリング） 青木豪 作・演出/THEATER/TOPS
- 2008年 「お気に召すまま」（主催：文化庁） 伊藤大　演出/新国立劇場 小劇場
- 2008年 「3 on3『リバウンド・チャンス』」（主催：日本劇団協議会）須藤黄英 演出/青年座劇場
- 2009年 「29時」
- 2009年 「奇ッ怪」 前川知大　構成・脚本・演出/シアタートラム

### テレビドラマ
- サザエさん　パート3（1993年、フジテレビ）※浅野温子 版
- 土曜ワイド劇場 温泉若おかみの殺人推理
第6作「長崎・島原・普賢岳 宿泊客の中に真犯人がいる! 死体が嘘をついた理由」（1997年5月3日、テレビ朝日）
- 花王 愛の劇場　ひなたぼっこ（1998年12月7日〜1999年1月29日、TBS）- 大宮梅子 役
- 愛の劇場（TBS）
  - たのしい幼稚園（2001年4月23日〜7月20日）- 鹿取玲子 役
  - ほーむめーかー（2004年4月26日〜6月4日） - 安藤貴子 役
- はみだし刑事情熱系 Season6（2002年） - 藤崎益美 役
- よるドラ　ドリーム〜90日で1億円〜（2004年3月29日〜5月7日、NHK） - 小井戸美智子 役
- 3年B組金八先生（2004年11月5日、TBS） - 富山ヒバリ（量太の母） 役
- 「堀口大學物語」（2007年、NHK-BS-hi） - 編集長 役
- ドラマ24（テレビ東京）
  - ウォーキン☆バタフライ（2008年7月11日〜9月26日）- 寅安ナツミ 役
  - マジすか学園2（2011年4月15日〜7月1日）- チョウコクの母（声のみ）
- ラストメール - Message from SUNS&RIVER -　第2話（2008年10月23日、BS朝日）
- 救命病棟24時　第4シリーズEpisode Final（2009年9月22日、フジテレビ）
- 土曜プレミアム　佐賀のがばいばあちゃん　パート2（2010年2月20日、フジテレビ）
- 卒うた（2010年3月4日、フジテレビ） - 青木初子 役
- 明日の光をつかめ（2010年7月5日〜9月3日、東海テレビ） - 漆原松江 役
- 福岡恋愛白書6 〜ふたつの Love Story〜　#02『花火の架け橋』（2011年2月12日、九州朝日放送） - 河野智子（久美子の母） 役
- ドラマチック・サンデー　マルモのおきて　第1話（2011年4月24日、フジテレビ） - お詫び先の女性 役
- 鈴木先生（2011年4月25日〜6月27日、テレビ東京） - 五井正子 役
- 最後の晩餐 〜刑事・遠野一行と七人の容疑者〜（2011年5月14日、テレビ朝日）
- パナソニック ドラマシアター　宮部みゆきミステリー パーフェクト・ブルー　第3話（2012年10月22日、TBS） - 中島和実 役　※2012年 版
- 火曜ドラマ　女はそれを許さない　第9話（2014年12月16日、TBS） - 岡田の妻 役
- ようこそ、わが家へ（2015年） - 中嶋幸代 役
- 相棒
  - season7 第4話「隣室の女」（2008年）- 細川洋子 役
  - （2018年）- 柴野加代 役
- ハケン占い師アタル（2019年） - 食堂のおばちゃん
- 緊急取調室（2019年） - 関口雅子 役
- ミステリと言う勿れ 第5話（2022年2月7日、フジテレビ） - 空き巣被害者 役
- 初恋の悪魔（2022年）- 間庭麗子 役

### 配信ドラマ
- チェイス 第1章 第2話（2017年、Amazonプライム）
- 地獄のガールフレンド 第5話（2019年、FOD）

### テレビ番組
- JOCX-TV2　笑いの殿堂5（1989年7月、フジテレビ）
- 日立 世界・ふしぎ発見!（1990年、TBS）※ミステリーハンター

### 映画
- 草の乱（2004年9月4日、監督：神山征二郎、映画「草の乱」製作委員会） - 加藤タツ（織平の妻） 役
- コドモのコドモ（2008年）
- ゲゲゲの女房（2010年11月20日、監督：鈴木卓爾、ファントム・フィルム） - 寺山治子 役
- Mr.Long/ミスター・ロン（2017年）
- ミドリムシの夢（2019年11月16日、監督：真田幹也） - 春日部（幸恵のバイト仲間） 役

### アニメ
- 1999年 テレビアニメ 「メダロット (アニメ)」5話（売店の女将 役） テレビ東京

### ラジオ番組
- 1989年-1991年 ラジオ 「すてきなエピソード」レギュラー FM802
- 1991年 ラジオドラマ「結婚しないかもしれない症候群」 TBSラジオ
- 1993年 ラジオ「カモン映見バディ」 TOKYO-FM
- 2000年,2003年,2004年 ラジオドラマ - FMシアター -「渚のバッド・エンド」（菊枝 役） NHK-FM放送
- 2001年 「ON THE WAY COMEDY 道草」 TOKYO-FM
- 2004年 SUNTORY ZORO-Hour 「空中庭園」 J-WAVE
- 2005年 「MIDNIGHT UPLIGHT」 J-WAVE
- 2007年,2008年 オロナイン「泣きたいときのクスリ」 TOKYO-FM
- 2008年 「ラジオ劇団『小さな奇跡』」 TOKYO-FM

### その他
- 1988年 任天堂ファミリーコンピュータ「ファミコンウォーズ」攻略の傾向と対策（販促ビデオ）お母さん役
- 2014年 企業CM 極潤「うるおいは心にも届く」篇 - お母さん役